# Андрей Ольгердович
Андре́й О́льге́рдович (ок. 1320 — 12 августа 1399) — князь псковский в 1341—1348, 1377—1385 и 1394—1399 годах, полоцкий в 1342—1377, 1381—1387 и 1393—1399 годах, трубчевский с 1360-х годов, совместно с братом Дмитрием Ольгердовичем, лукомский с 1386 года, из династии Гедиминовичей. Старший сын великого князя литовского Ольгерда и княжны витебской Марии Ярославны. В Куликовской битве выступал союзником Дмитрия Ивановича.
Хроника Быховца ошибочно называет его Андреем Горбатым — сыном Кейстута. В историографии XIX века, начиная с работ Теодора Нарбута, Андрею приписывается литовское языческое имя Вингальт. Однако по сохранившимся летописям оно неизвестно.

## Биография
Детские годы провел в Витебске. В 1341 году прибыл в Псков со своим отцом Ольгердом и дядей Кейстутом. По просьбе псковичей, рассчитывавших на помощь в борьбе с Ливонским орденом, поставлен во Пскове на княжение. В 1342 году стал князем в более богатом Полоцке, но продолжал управлять и Псковом, назначив туда наместника Георгия (Юрия) Витовтовича. В 1348 году псковичи, воспользовавшись смертью наместника, перестали признавать Андрея своим князем.

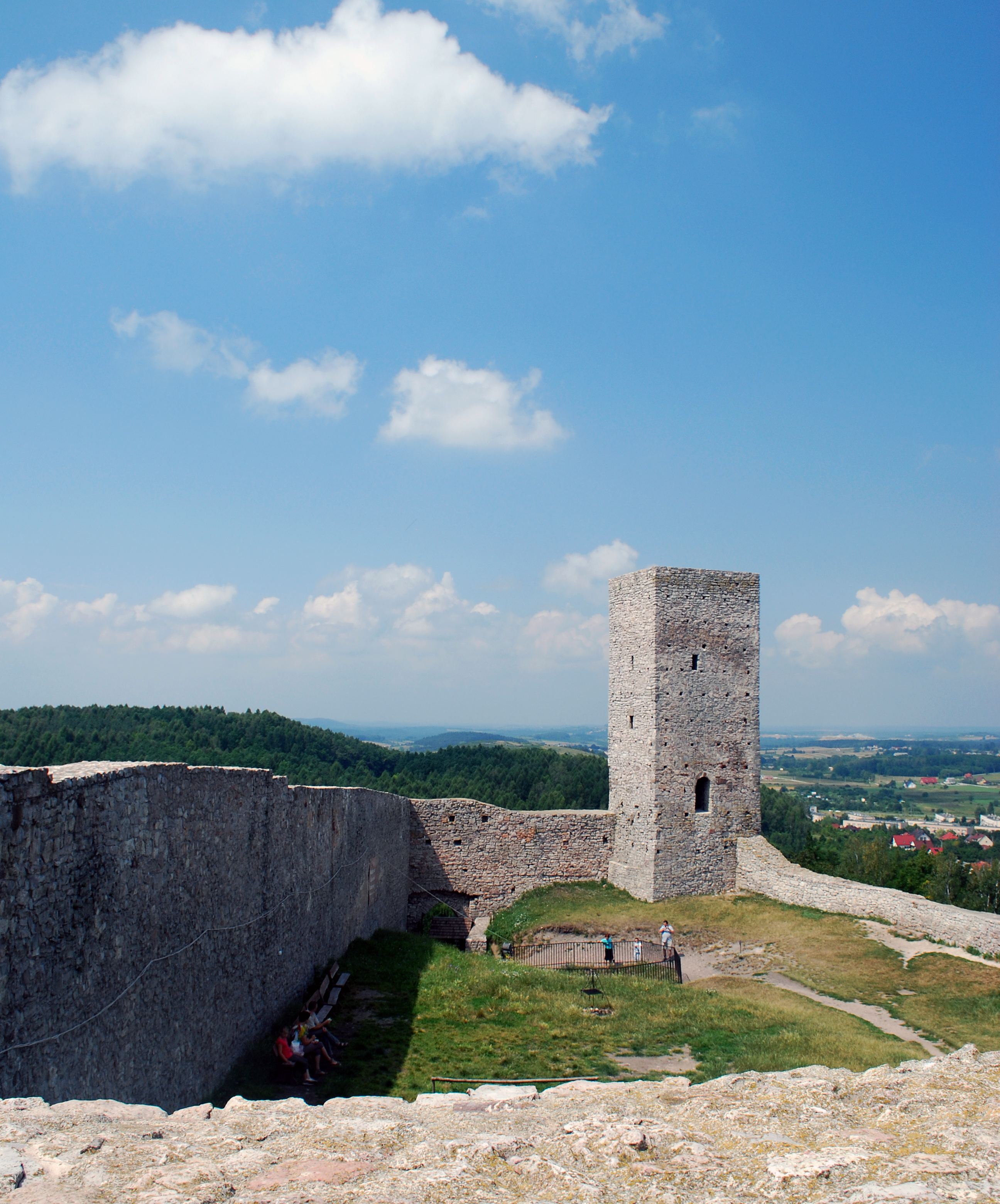
Хенчинский замок, где был заточён Андрей Ольгердович после потери Полоцка

В 1359 году Андрей Ольгердович изгнал из Ржевы наместников Василия Михайловича Кашинского и вернул город Всеволоду Александровичу Холмскому, который с 1358 года укрывался в Литве от притеснений Василия Кашинского и татар. Это было сделано по благословению литовско-волынского митрополита Романа, в ведении которого находились и полоцкая и тверская епархии.
В 1362 году участвовал в битве на Синих Водах.
В 1368 году изгнал из Хорвача и Родни наместников Василия Кашинского, захватившего в 1367 году власть в Тверском княжестве.
Осенью 1368 и 1370 годов принимал участие в походах отца на Москву, предпринятых для восстановления попранных москвичами прав тверского князя Михаила Александровича.
В 1373 году, согласно Симеоновской летописи, Андрей вместе с Кейстутом совершил набег на Переяславскую волость.
В апреле и сентябре 1374 года и в ноябре 1375 года возглавлял походы на Динабургский замок. После набега немцев в феврале 1375 года на Литву, Андрей Ольгердович в марте вместе с тремя братьями, Кейстутом и с сыном Святослава смоленского разорял земли Рижского архиепископа и ливонских рыцарей. В августе 1376 года совершил нападение на замок Розиттен. В марте 1377 года участвовал в походе русско-литовских войск в Курляндию.
В 1350—1377 годах Андрей Ольгердович подарил полоцкому Троицкому монастырю бобровые гоны от реки Званы (Званицы) до Дриссы и в 1370—1377 годах пожаловал боярам Ф. Ф. и Д. Ф. Корсакам село Семенцово на Берязвичах (современное Семенцово в Витебской области). В текстах пожалований Андрей назван великим князем.

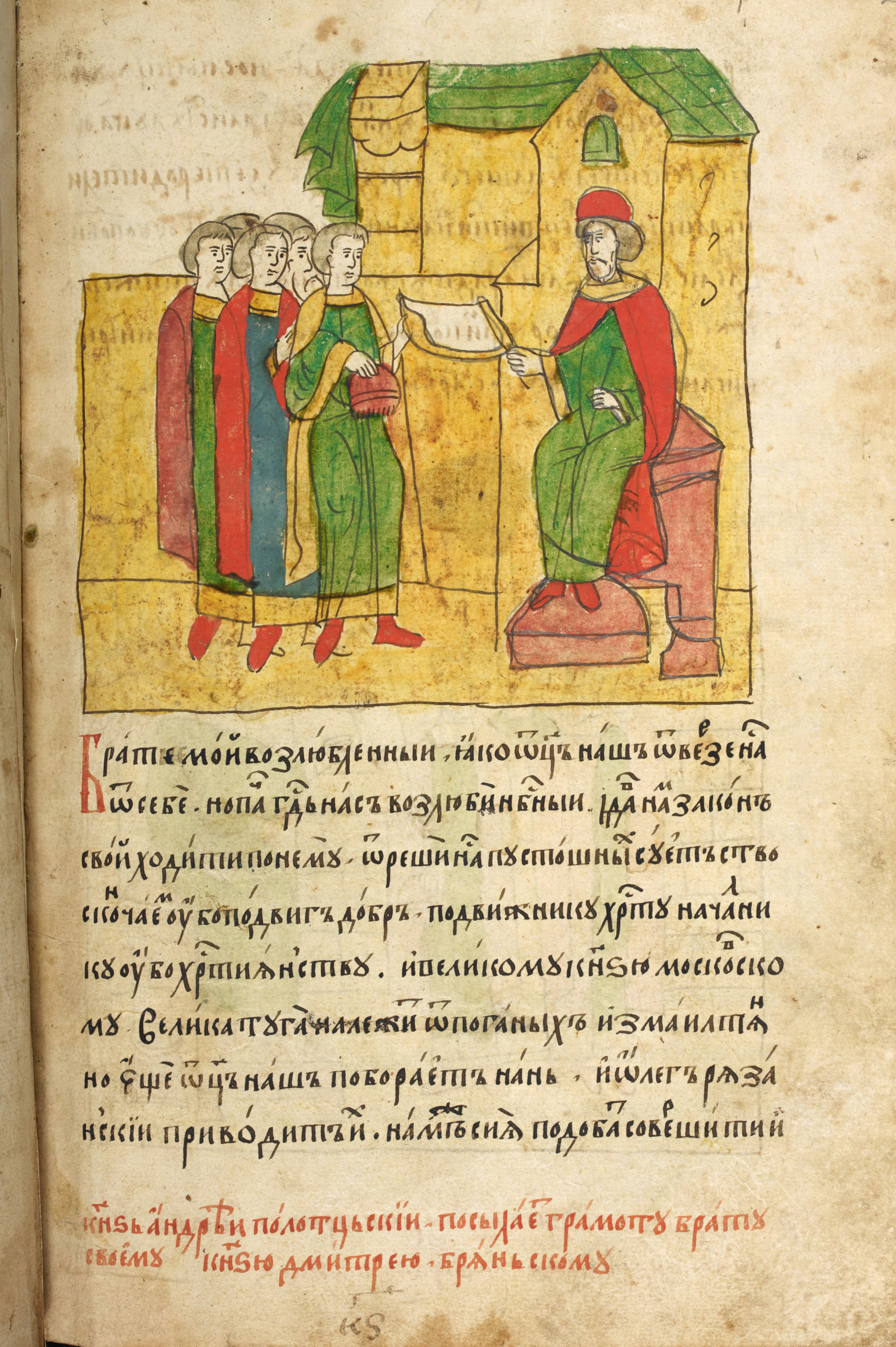
Князь Андрей Полоцкий посылает грамоту брату своему князю Дмитрию Брянскому; Россия. Не установлено; XVII в.; памятник: Сказание о Мамаевом побоище (Повесть о Мамаевом побоище).(Yates Thompson MS 51. BL); 18.5 x 29 см; местонахождение: Англия. Лондон. Британская библиотека (The British Library)

После смерти великого князя Ольгерда в 1377 году Андрей, хотя и был, вероятно, старшим среди его детей, не стал великим князем, так как Ольгерд определил своим наследником Ягайло — сына от Иулиании Тверской. Согласно одной из летописей «Куликовского цикла» — т. н. Летописной повести о Куликовской битве, Андрей Ольгердович перешёл на службу в Московское княжество, заключив договоры с великим князем Дмитрием Ивановичем и с Владимиром Андреевичем Серпуховским. При этом в московских документах Андрей именовался «великим князем». Возможно с согласия Дмитрия вновь стал княжить в Пскове. Зимой 1377—1378 прибыл в Новгород, откуда отправился в Москву.

Памятник Андрею Ольгердовичу в Полоцке

Реализовывал политические устремления Киприана, митрополита Киевского. В 1378 году участвовал в разгроме русскими войсками Бегича в битве на реке Вожа.
Зимой 1379—1380 года Андрей Ольгердович вместе с братом Дмитрием, при поддержке двоюродного брата Дмитрия Михайловича Боброк-Волынского и мужа своей сестры Елены Ольгердовны Владимира Андреевича, боролся против своих единокровных братьев (детей Иулиании) за сохранность своего совместного с Дмитрием Ольгердовичем удела в брянско-стародубско-трубчевско-новгород-северском регионе. В 1380 году все четверо привели свои полки в войско Дмитрия Ивановича, приняв участие в Куликовской битве, которая не позволила соединиться войскам Ягайло и Мамая. Ягайло вернулся в Литву и в 1381 году послал своего младшего брата Скиргайло в Полоцк. Полочане выгнали Скиргайло из города и он бежал к немцам.
После того как Кейстут в 1381 году сослал Ягайло с Иулианией в Крево и Витебск, Андрей Ольгердович вернулся в Великое княжество Литовское на своё княжение в Полоцк. В мае — июне 1385 года его сын Михаил Андреевич погиб в походе Владимира Андреевича Храброго на Рязанское княжество. В конце 1385 года Андрей Ольгердович выступил против Кревской унии, по которой «Ягайло … хочет, желает и жаждет принять веру католическую святой Римской церкви» и «…обещает земли свои литовские и русские на вечные времена к короне Королевства Польского присоединить».
В октябре — ноябре Андрей сформировал коалицию противников Ягайло в которую вошли орденские рыцари, латигола и смоленский князь Святослав Иванович. К 2 февраля 1386 года Андрей Ольгердович захватил район вокруг Вильны и Ошмян и в феврале подчинил своей власти Лукомль. Ягайло срочно отправил в Литву Витовта и Скиргайло с польскими войсками. Им удалось остановить тевтонских рыцарей, выбить Андрея из Лукомля, в апреле 1386 года разгромить Святослава Ивановича в битве на реке Вихре, а весной 1387 года взять Полоцк. Великий князь Андрей Ольгердович с помощью обмана был захвачен в плен и сослан в польский Хенчинский замок. При обороне Полоцка погиб сын Андрея.
Летом 1387 года в Литву приехал митрополит Киприан, который убедил Витовта возглавить антипольскую коалицию и обручил дочь Витовта Софью с московским княжичем Василием. В 1390 году Витовт изгнал из Полоцка Скиргайло. Либо после этого, либо после Островского соглашения Витовта и Ягайло, Андрей Ольгердович вернулся в Полоцк. 18 февраля 1394 года от имени Витовта, Скиргайло, Владимира и Фёдора Ольгердовичей на имя короля Владислава Ягайло было составлено поручительство за Андрея Ольгердовича.
Осенью 1393 года Андрей вместе с псковскими послами приехал в Новгород с целью заключения договора. Весной 1394 года в Новгород приехал и митрополит Киприан. Но новгородцы отказали и псковичам, и митрополиту.
12 августа 1399 года Андрей Ольгердович, как и многие литовско-русские князья, погиб в битве с татарами на реке Ворскле.

## Брак и дети

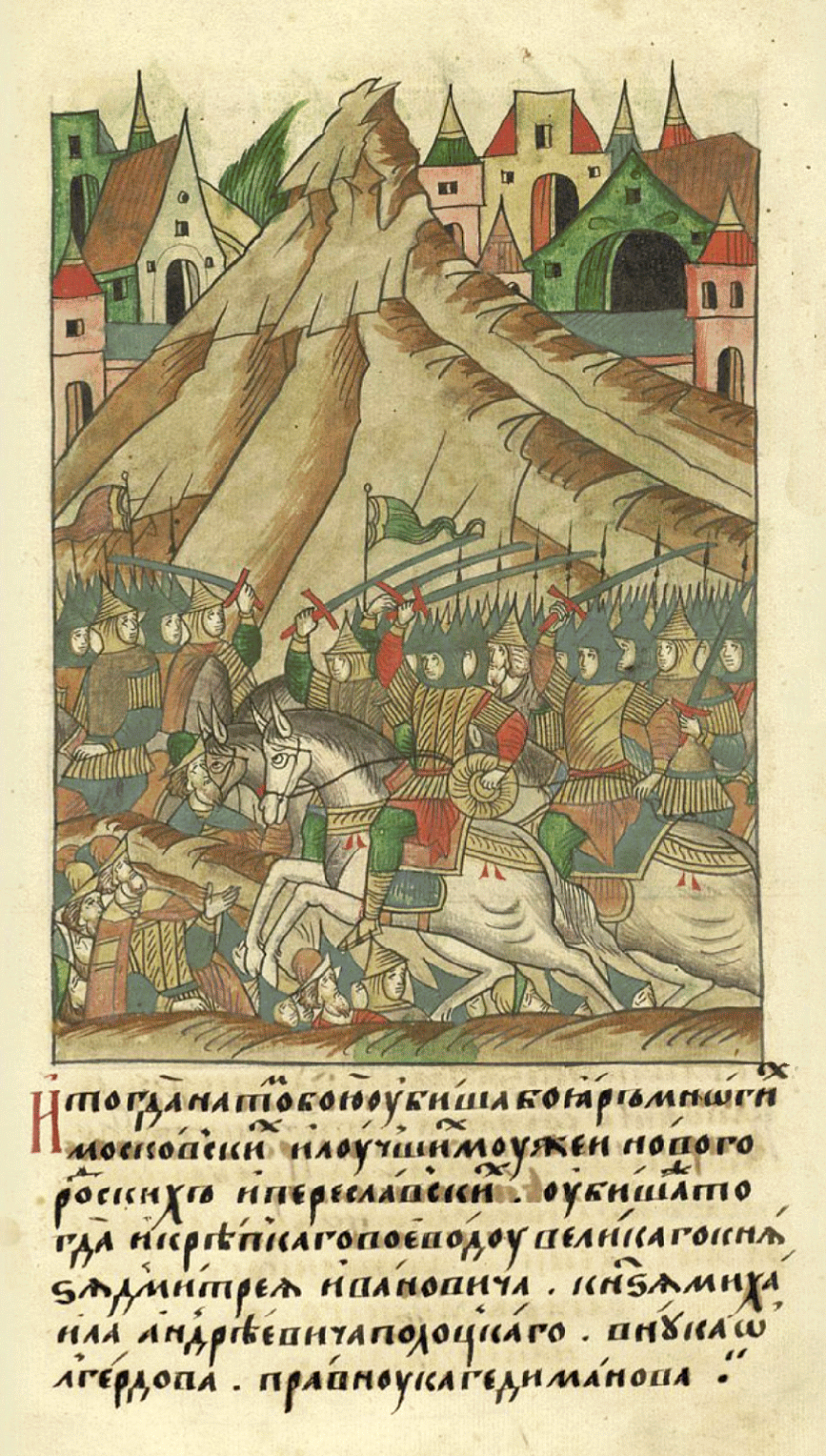
Гибель Михаила Андреевича

Имя жены Андрея неизвестно. Сохранилось письмо княгини полоцкой — жены Андрея Ольгердовича и их детей, князей Семёна и Ивана Андреевичей в Рижский городской совет с просьбой о выдаче её пушнины купцам Проньке и Кольцу (октябрь-ноябрь 1385 года).
Указываются следующие дети Андрея Ольгердовича:
- Михаил (погиб в 1385 году в битве под Перевитском)
- Семён (погиб в 1387)
- Иван (ум. после 1439), князь псковский 1386—1394
- (?) Фёдор (ум. 1399), князь полоцкий (?), от него своё выводили происхождение князья Лукомские и князья и дворяне Полубинские
- Также известен Остей, внук Ольгерда, погибший в 1382 году при обороне Москвы во время нашествия хана Золотой Орды Тохтамыша. Не исключено, что он также был сыном Андрея[15].

## Память
В 2009 году в Полоцке установлен памятник Андрею Ольгердовичу (скульптор И. Голубев).
В Полоцке, по улице Энгельса, дом 3 находится музей Андрея Ольгердовича.